# Pasohlávky
Pasohlávky (en allemand : Weisstätten) est une commune du district de Brno-Campagne, dans la région de Moravie-du-Sud, en République tchèque. Sa population s'élevait à 739 habitants en 2020.

## Géographie
Pasohlávky se trouve à 9 km au sud de Pohořelice, à 33 km au sud de Brno et à 201 km au sud-est de Prague.
La commune est limitée par Pohořelice et Ivaň au nord, par Pouzdřany et Dolní Věstonice à l'est, par Horní Věstonice, Dolní Dunajovice et Brod nad Dyjí au sud, et par Drnholec et Vlasatice à l'ouest.

## Histoire
La première mention écrite de la localité date de 1276.